# Пачавита
Пачавита (исп. Pachavita) — небольшой город и муниципалитет в центральной части Колумбии, на территории департамента Бояка. Входит в состав провинции Нейра.

## История
Муниципалитет Пачавита был выделен в отдельную административную единицу в 1796 году.

## Географическое положение
Город расположен в южной части департамента, в гористой местности Восточной Кордильеры, к западу от реки Гарагоа, на расстоянии приблизительно 40 километров к югу от города Тунха, административного центра департамента. Абсолютная высота — 1916 метров над уровнем моря.
Муниципалитет Пачавита граничит на северо-востоке с территорией муниципалитета Чинавита, на юго-востоке — с муниципалитетом Гарагоа, на юге — с муниципалитетом Тенса, на юго-западе — с муниципалитетом Ла-Капилья, на северо-западе — с муниципалитетом Умбита. Площадь муниципалитета составляет 68 км².

## Население
По данным Национального административного департамента статистики Колумбии, совокупная численность населения города и муниципалитета в 2015 году составляла 2508 человек.
Динамика численности населения муниципалитета по годам:
| 2005 | 2006 | 2007 | 2008 | 2009 | 2010 | 2011 | 2012 | 2013 | 2014 | 2015 |
| ---- | ---- | ---- | ---- | ---- | ---- | ---- | ---- | ---- | ---- | ---- |
| 3102 | 3038 | 2966 | 2916 | 2860 | 2803 | 2732 | 2675 | 2624 | 2561 | 2508 |

Согласно данным переписи 2005 года мужчины составляли 52,6 % от населения Пачавиты, женщины — соответственно 47,4 %. В расовом отношении белые и метисы составляли 96,5 % от населения города; негры, мулаты и райсальцы — 3,5 %.
Уровень грамотности среди всего населения составлял 85,2 %.

## Экономика
57,1 % от общего числа городских и муниципальных предприятий составляют предприятия торговой сферы, 26,1 % — промышленные предприятия, 16,8 % — предприятия сферы обслуживания.